# Višnja na Tašmajdanu (1968.)
Višnja na Tašmajdanu  (sr. Вишња на Ташмајдану) srpski je film iz 1968. godine. Film je režirao Stole Janković, koji je napisao i scenarij zajedno sa Sinišom Pavićem.

## Radnja
Film govori o rađanju jedne ljubavi između dvoje mladih, o njenom trajanju, sa svim teškoćama i ljepotama koje ona nosi sa sobom, o gašenju te ljubavi glede sukoba s prenaglašenom dinamikom i lažnim vrijednostima suvremenog života.
Radnja filma prati živote nekoliko mladih iz jedne škole u Beogradu, kao i o njihove probleme. Uglavnom se prati život Miloša Petrovića (Gojko Drulović) koji upoznaje Višnju (Neda Arnerić). Višnja je prikazana kao vrlo lijepa djevojka koja voli koketirati i dopadati se ljudima, što zaljubljenom Milošu ne odgovara, jer on želi da ima to što voli pored sebe. Na kraju se ispostavlja da je ona daleko od one fine devojke kakvom ju je zamišljao, te je on i napušta.

## Uloge (izbor)
- Neda Arnerić - Višnja
- Gojko Drulović - Miloš (Miša) Petrović
- Miodrag Petrović Čkalja- profesor francuskog jezika
- Ljuba Tadić - direktor škole
- Slavko Simić - profesor matematike
- Velimir Bata Živojinović - profesor
- Arsen Dedić - pjevač

## Vanjske poveznice
- Višnja na Tašmajdanu u internetskoj bazi filmova IMDb-a